# Bauhinia wuzhengyii
Bauhinia wuzhengyii là một loài thực vật có hoa trong họ Đậu. Loài này được S. S. Larsen miêu tả khoa học đầu tiên năm 1999.